# 泉州经济技术开发区
泉州经济技术开发区是中华人民共和国福建省泉州市下辖的一个由泉州市委、市政府直接开发建设的经济开发区，为国家级经济开发区，开发范围包括清濛园区、与晋江市合作的综合保税区、泉州特种汽车基地以及正与南安市政府合作开发15平方公里的官桥园区。
泉州经济技术开发区同时是国家火炬计划泉州微波通信产业基地、中国汽车工程机械配件产业基地、福建省科技成果转化推广重点示范区基地、福建省八个重点电子信息产业园之一、台湾学者（泉州）创业园。